# Erebuni Erevan
L'Erebuni FC fu una società calcistica professionistica armena, con sede nella capitale, Erevan. In passato ebbe il nome Homenmen-FIMA FC.

## Palmarès

### Altri piazzamenti
- Coppa d'Armenia:

Semifinalista: 1999